# Marpissa agricola
Marpissa agricola är en spindelart som först beskrevs av Peckham, Peckham 1894.  Marpissa agricola ingår i släktet Marpissa och familjen hoppspindlar. Inga underarter finns listade i Catalogue of Life.